# Războiul Israel-Hamas
Războiul din Gaza este un conflict armat din Fâșia Gaza și sudul Israelului, care se desfășoară din 7 octombrie 2023. Parte a conflictelor nerezolvate dintre Israel și arabii palestineni și mai ales dintre organizațiile islamiste arabe din Gaza și Israel, care datează din secolul al XX-lea, acesta urmează ostilităților din 2008-2009, 2012, 2014 și 2021. Războiul început in octombrie 2023 a dus la moartea a circa două mii de israelieni și zeci de mii de palestinieni, precum și la distrugeri pe scară largă și la o criză umanitară în Gaza. Un număr tot mai mare de organizații și experți în domeniul drepturilor omului, precum avocați și academicieni care studiază genocidul și dreptul internațional, afirmă că în Gaza are loc un genocid, deși acest lucru este contestat. Între timp, regiunea înconjurătoare a cunoscut o instabilitate și lupte intensificate. Prima zi a fost cea mai sângeroasă din istoria Israelului, iar războiul este cel mai sângeros pentru palestinieni în cadrul conflictului mai larg.
Pe 7 octombrie 2023, grupurile militante conduse de Hamas au lansat un atac surpriză asupra Israelului, în care 1.195 de israelieni și cetățeni străini, inclusiv 815 civili, au fost uciși, iar 251 au fost luați ostatici, cu scopul declarat de a forța Israelul să elibereze prizonierii palestinieni. După ce a eliminat militanții de pe teritoriul său, Israelul a lansat o campanie de bombardamente și a invadat Gaza pe 27 octombrie, cu obiectivele declarate de a distruge Hamas și de a elibera ostaticii. Forțele israeliene au lansat numeroase campanii în timpul invaziei, inclusiv ofensiva de la Rafah din mai 2024, trei bătălii purtate în jurul Khan Yunis și asediul nordului Gazei din octombrie 2024, și au asasinat lideri Hamas în interiorul și în afara Gazei. Un armistițiu temporar în noiembrie 2023 a eșuat, iar un al doilea armistițiu în ianuarie 2025 s-a încheiat cu un atac surpriză al Israelului în martie 2025.
De la începutul ofensivei israeliene, peste 55.000 de palestinieni din Gaza au fost uciși, peste jumătate dintre ei fiind femei și copii, iar peste 128.000 de palestinieni au fost răniți. Un studiu publicat în revista The Lancet a estimat 64.260 de decese cauzate de leziuni traumatice până în iunie 2024, menționând totodată că numărul potențial de decese ar putea fi mai mare dacă se includ și decesele „indirecte”. Blocada strictă a Gazei de către Israel a întrerupt aprovizionarea cu produse de bază, provocând o criză alimentară severă, cu un risc ridicat de foamete care persistă până în mai 2025. Până la începutul anului 2025, Israelul a provocat distrugeri fără precedent în Gaza și a făcut ca o mare parte din aceasta să devină de nelocuit, nivelând orașe întregi și distrugând spitale (inclusiv spitale pentru copii), terenuri agricole, repere religioase și culturale, instituții de învățământ și cimitire. Jurnaliști, lucrători din domeniul sănătății, lucrători umanitari și alți membri ai societății civile din Gaza au fost reținuți, torturați și uciși. Aproape toată populația palestiniană de 2,3 milioane de locuitori din Fâșia Gaza a fost strămutată cu forța. Peste 100.000 de israelieni au fost strămutați intern în momentul culminant al conflictului.
Diversi experți și organizații pentru drepturile omului au declarat că Israelul și Hamas au comis crime de război. Un caz în care Israelul este acuzat de genocid în Gaza este în curs de examinare de către Curtea Internațională de Justiție, în timp ce Curtea Penală Internațională a examinat și a emis mandate de arestare pentru Benjamin Netanyahu, Yoav Gallant și Mohammed Deif, deși mandatul lui Deif a fost retras când acesta a fost ucis. Tortura și violența sexuală au fost comise de grupuri militante palestiniene și de forțele israeliene.
Printre punctele fierbinți din timpul războiului care au atras atenția mondială se numără masacrul de la festivalul Nova, răpirea și uciderea familiei Bibas, explozia de la spitalul arab Al-Ahli, masacrul de la Flour, atacul de la Tel al-Sultan, atacul asupra convoiului umanitar World Central Kitchen și uciderea lui Hind Rajab, în vârstă de cinci ani. Israelul a primit un sprijin militar și diplomatic extins din partea Statelor Unite, care au vetat mai multe rezoluții pro-încetarea focului ale Consiliului de Securitate al ONU. Războiul a avut repercusiuni la nivel regional, grupurile Axei Rezistenței din mai multe țări arabe și Iranul intrând în conflict cu Statele Unite și Israelul. Până la sfârșitul anului 2024, un an de atacuri între Israel și Hezbollah a dus la invadarea Libanului de către Israel, precum și la căderea regimului Assad și la invadarea continuă a Siriei de către Israel. Războiul continuă să aibă repercusiuni regionale și internaționale semnificative, cu proteste de amploare în întreaga lume care cer încetarea focului, precum și o creștere a antisemitismului și a anti-palestinianismului.

## Presa occidentală menționează un an de război
Presa occidentală comemorează în paginile principale un an de la invazia Hamas-ului în Israel din 7 octombrie 2023.
- SUA:

"The Washington Post": "An Israeli kibbutz where Oct. 7 never ends".
"Daily Mirror": "It's been a year of Hell.. Time to find peace".
"The Wall Street Journal": "One Year After Oct. 7 Attack, Israel Preps for a Future at War".
"Financial Times": Toată pagina principală este o fotografie formată dintr-o multitudine de fotografii ale israelienilor răpiți: Israelul menționează un an de la atacul criminal al Hamas-ului, care a declanșat războiul.
- Țările de Jos:

"Nederlandsdagblad": Toată pagina principală este formată din fotografii ale israelienilor răpiți.
- Marea Britanie:

"The Independent": "365 days of of horror since October 7".
- Argentina

"Clarin": Un perete acoperit cu fotografiile răpiților.
- Canada:

"Toronto Star": "No end to sight".
- Italia:

"La Stampa": "Senza pace".
- Spania:

"El Pais": "La guerra en Oriente Próximo se proyecta al mundo entero".
- Franța:

"Le Figaro": "7 octobre: un an apres l'horreur, l'emotion et la peur"
"Liberation": "7 octobre, la bascule"